# Ріхар (віцегерцог Нижньої Лотарингії)
Ріхар (нім. Richar; д/н — 973) — 2-й віцегерцог Нижньої Лотарингії в 968—973 роках, граф Монса (Ено).

## Життєпис
Походження достеменно невідомо, висловлюється припущення, що Ріхар належав до роду Матфридінгів. У 958 році брав участь в придушенні заколоту Реньє III, графа Ено. У 964 році після смерті віцегерцога Готфріда отримав частину графства Ено — графство Монс (друга частина, названа маркграфство Валансьєн, дісталася Аморі з роду Регінаридів).
Близько 965 року зумів отримати графство Лютіхгау. 968 року стає віцегерцогом Нижньої Лотарингії. Загинув під час нападу Лотаря, короля Франції, на Лотарингію. Посада віцегерцога перейшла до Карла з династії Каролінгів.

## Родина
- Гозело (д/н—1011/1015), граф Льєжа і Гаспенгау